# Dietrich Kunth
Dietrich Kunth (* 4. Dezember 1925; † 2009) war ein deutscher Grafiker und Maler.

## Leben und Werk
Kunth wurde nach dem Schulabschluss zum Reichsarbeitsdienst eingezogen und nahm dann als Soldat der Wehrmacht am Zweiten Weltkrieg teil. 1949 wurde er aus der Kriegsgefangenschaft in die Sowjetische Besatzungszone entlassen. Von 1950 bis 1954 studierte er bei Hermann Bruse, Robert Kuhn und Georg Stapel an der Humboldt-Universität Berlin Kunsterziehung. Danach arbeitete er als Kunsterzieher an einer Erweiterten Oberschule in Neustrelitz. Außerdem leitete er Kurse im künstlerischen Volksschaffen. Ab 1959 war Kunth an der Humboldt-Universität Lehrer in der Sektion Ästhetik-Kunstwissenschaft.
1968 unternahm er im Rahmen eines Studentenaustauschs eine Studienreise nach Leningrad. Davon schuf er eine Serie von vier Lithografien. Neben seiner beruflichen Tätigkeit absolvierte Kuhnt bis 1968 bei Walter Womacka an der Kunsthochschule Berlin-Weißensee ein externes Studium in Malerei und Grafik. Für das Diplom schuf er Zeichnungen mit Motiven vom Aufbau des Ostberliner Stadtzentrums und Radierungen, die Studenten in der Ausbildung zeigen, u. a. Zeichenpraktikum (1967, 21,5 × 16,0 cm).
Kunth wurde 1968 in den Verband Bildender Künstler der DDR aufgenommen, dem er dann bis 1990 angehörte. Er ging nun mit seinen Arbeiten, insbesondere Druckgrafiken, an die Öffentlichkeit und erhielt 1968 im künstlerischen Wettbewerb „Lob des Sozialismus“ zur Vorbereitung der Berliner Bezirkskunstausstellung für seine Lithografie Aurora eine für grafische Arbeiten ausgesetzte Prämie.
Kuhnt hatte in Berlin 1972, 1977, 1984 und 1986 Einzelausstellungen und nahm an wichtigen Gruppenausstellungen teil.

## Werke (Auswahl)

### Druckgrafik
- Am Strand bei Graal-Müritz (1967, Radierung, 12,5 × 19,5 cm)[2]
- Am Kutusow-Ufer (1968, Lithografie)[3]
- Brücken in Leningrad (1968, Lithografie)[4]
- Hafen an der Newa (1968, Lithografie)[4]
- Corvalan (1973, Lithografie)[5]
- o.T. / Autobahn-Szene (1976, Radierung, 21,5 × 10,5 cm)[6]
- o. T. / Jahrhundertschritt (1987, Radierung, 8,9 × 11,9 cm)[7]

### Malerei
- Dorfstraße (1974, Öl auf Hartfaser, 52 × 76 cm; Kunstsammlung der Humboldt-Universität)[8]

## Teilnahme an Ausstellungen (mutmaßlich unvollständig)
- 1968, 1975, 1983 und 1986: Berlin, Bezirkskunstausstellungen
- 1970: Berlin, Altes Museum („Im Geiste Lenins. Mit der Sowjetunion in Freundschaft verbunden“)